# Arrhenotettix austerus
Arrhenotettix austerus är en insektsart som beskrevs av Max Beier 1949. Arrhenotettix austerus ingår i släktet Arrhenotettix och familjen vårtbitare. Inga underarter finns listade i Catalogue of Life.